# Euryscopa argentina
Euryscopa argentina es una especie de insecto coleóptero de la familia Chrysomelidae.
Fue descrita científicamente en 1877 por Burmeister.